# Dolichopus penicillatus
Dolichopus penicillatus är en tvåvingeart som beskrevs av Van Duzee 1921. Dolichopus penicillatus ingår i släktet Dolichopus och familjen styltflugor. Inga underarter finns listade i Catalogue of Life.